# Nils Victorin
Nils Victorin, född 6 november 1875 i Motala, död 12 oktober 1919 i Stockholm, var en svensk väg- och vattenbyggnadsingenjör. 
Victorin avlade mogenhetsexamen 1894, utexaminerades från Kungliga Tekniska högskolan 1898 och avlade examen för inträde i Väg- och vattenbyggnadskåren samma år. Han var anställd vid Pålsboda–Örebro järnvägsbyggnad 1899–1900 och vid Statens Järnvägar 1900, tillförordnad baningenjör i Norrköping 1901, baningenjör vid Gävle–Dala Järnväg 1902, statens resestipendiat för bangårdsanläggningar 1903, blev löjtnant i Väg- och vattenbyggnadskåren 1904, delägare i ingenjörsfirman Unander & Jonson i Stockholm 1905 och var verkställande direktör och chef för Stockholm–Rimbo Järnvägs AB från 1912. 
Victorin vann andra priset i internationell tävlan om ny hamnplan i Göteborg och författade Redogörelse för Stockholms stads kommunikationskommittés förslag till ordnande af lokalbanetrafiken i Stockholm med omnejd (1910).